# Гудмундур Сигурьонссон
Гвюдмюндюр Сигурьоунссон (исл. Guðmundur Sigurjónsson; род. 25 сентября 1947, Рейкьявик) — исландский шахматист; гроссмейстер (1975). Юрист. 
3-кратный чемпион страны (1965, 1968, 1972). Участник многих олимпиад в составе команды Исландии (с 1966). Лучшие результаты в международных турнирах: Рейкьявик (1970 и 1984) — 1-е и 3-4-е; Чикаго (1973) — 2-е; Осло (1974) — 4-е; Гёусдал (1974) — 1-е; Сан-Фелиу-де-Гишольс (1974) — 1-2-е; Гастингс (1974/1975) и Сьенфуэгос (1976) — 2-3-е; Оренсе (1976) — 1-3-е; Нью-Йорк (1977) — 3-4-е; Эсбьерг (1978) — 2-е; Шиен (1978) — 1-е; Брайтон (1982) — 1-3-е; Раннерс (1982; зональный турнир ФИДЕ) — 3-е; Порц (1983/1984) — 2-4-е; Гёусдал (1984) — 3-7-е (54 участника); Боргарнес (1985) — 4-5-е места.

## Изменения рейтинга
| Графики недоступны из-за технических проблем. См. информацию на Фабрикаторе и на mediawiki.org. |